# أندرو سوليفان
أندرو سوليفان (بالإنجليزية: Andrew Sullivan)‏ هو مدون وصحفي وكاتب ورئيس تحرير بريطاني، ولد في 10 أغسطس 1963 في Godstone ‏ في المملكة المتحدة.

## وصلات خارجية
- أندرو سوليفان على موقع IMDb (الإنجليزية)
- أندرو سوليفان على موقع ميوزك برينز (الإنجليزية)
- أندرو سوليفان على موقع إن إن دي بي (الإنجليزية)
- أندرو سوليفان على موقع قاعدة بيانات الفيلم (الإنجليزية)